# جان کوروینو
جان کوروینو (انگلیسی: John Corvino؛ زادهٔ ۱۹۶۹) فیلسوف اهل ایالات متحده آمریکا است. وی استاد فلسفه و رئیس دپارتمان در دانشگاه ایالتی وین و نویسنده چند کتاب مشهور در رابطه اخلاق در همجنس‌گرایی است. از وی به عنوان «اخلاق‌مدار همجنس‌گرا» یاد می‌شود. وی برنده جایزه ریاست جمهوری برای تدریس عالی در دانشگاه وین دریافت کرده‌است.